# Nazionalismo albanese
Il nazionalismo albanese è un'ideologia politica  nazionalista diffusa in Albania e formatasi all'inizio del XIX secolo, chiamata inizialmente Risveglio nazionale albanese, "Rinascimento nazionale" o "Rinascita Nazionale" (Albanese: Rilindja Kombëtare). Il nazionalismo albanese è anche associato a concetti simili, come l'Albanismo e il Pan-Albanismo, e le idee che avrebbero condotto alla formazione della Grande Albania o Albania etnica. Tra gli esponenti di questo nazionalismo figurano Prenk Doçi, Gjergj Fishta, Pashko Vasa, Sevasti Qiriazi.